# Bhagawatipur (Sarlahi)
Bhagawatipur (nepalski: भगवतीपुर) – gaun wikas samiti w środkowej części Nepalu w strefie Dźanakpur w dystrykcie Sarlahi. Według nepalskiego spisu powszechnego z 2001 roku liczył on 753 gospodarstw domowych i 3547 mieszkańców (1684 kobiet i 1863 mężczyzn).